# هيروفومي أراكي
هيروفومي أراكي (باليابانية: 荒木 宏文) هو مغني وممثل ياباني، ولد في 14 يونيو 1983 بهيوغو في اليابان.

## وصلات خارجية
- هيروفومي أراكي على موقع IMDb (الإنجليزية)
- هيروفومي أراكي على موقع ألو سيني (الفرنسية)
- هيروفومي أراكي على موقع ميوزك برينز (الإنجليزية)
- هيروفومي أراكي على موقع أول موفي (الإنجليزية)
- هيروفومي أراكي على موقع قاعدة بيانات الفيلم (الإنجليزية)
- هيروفومي أراكي على موقع كينوبويسك (الروسية)
- هيروفومي أراكي على موقع ANN person (الإنجليزية)